# Union City (Kalifornija)
Union City je grad u američkoj saveznoj državi Kalifornija. Prema popisu stanovništva iz 2010. u njemu je živjelo 69.516 stanovnika.